# Gouvernement Roman II
Roumanie
Roman I Stolojan
Le gouvernement Roman II (en roumain : Guvernul Petre Roman (2)) est le gouvernement de la Roumanie entre le 28 juin 1990 et le 1er octobre 1991. Il est formé à la suite des élections législatives de 1990.

## Composition

### Initiale (28 juin 1990)
| Fonction                                                               | Titulaire | Titulaire                                                           | Parti |
| ---------------------------------------------------------------------- | --------- | ------------------------------------------------------------------- | ----- |
| Premier ministre                                                       |           | Petre Roman                                                         | FSN   |
| Ministre d'État Coordination de l'Activité industrielle et commerciale |           | Anton Vătășescu                                                     | FSN   |
| Ministre d'État Coordination de l'Orientation économique               |           | Eugen Dijmărescu (ro)                                               | FSN   |
| Ministre d'État Coordination de la Qualité de vie                      |           | Ion Aurel Stoica (ro) (jusqu'au 21/02/1991) Dan Mircea Popescu (ro) | FSN   |
| Ministres                                                              |           |                                                                     |       |
| Ministre de la Justice                                                 |           | Victor Babiuc                                                       | FSN   |
| Ministre des Finances                                                  |           | Theodor Stolojan                                                    | Sans  |
| Ministre de la Défense                                                 |           | Victor Atanasie Stănculescu                                         | Sans  |
| Ministre de la Culture et des Arts                                     |           | Andrei Pleșu                                                        | Sans  |
| Ministre de l'Agriculture                                              |           | Ioan Țipu                                                           | FSN   |
| Ministre des Affaires étrangères                                       |           | Adrian Năstase                                                      | FSN   |
| Ministre de l'Économie                                                 |           | Eugen Dijmărescu (ro)                                               | FSN   |
| Ministre des Travaux publics et de l'Aménagement du territoire         |           | Doru Pană                                                           | FSN   |
| Ministre des l'Intérieur                                               |           | Doru Viorel Ursu (ro)                                               | FSN   |
| Ministre de l'Éducation                                                |           | Gheorghe Ştefan                                                     | FSN   |
| Ministre de l'Environnement                                            |           | Valeriu Eugen Pop                                                   | FSN   |
| Ministre du Travail                                                    |           | Cătălin Zamfir (ro)                                                 | Sans  |
| Ministre de la Santé                                                   |           | Bogdan Marinescu (ro)                                               | FSN   |
| Ministre des Communications                                            |           | Andrei Chirică (ro)                                                 | FSN   |
| Ministre des Ressources et de l'Industrie                              |           | Mihai Zisu                                                          | Sans  |
| Ministre du Commerce et du Tourisme                                    |           | Constantin Fota                                                     | FSN   |
| Ministre de la Jeunesse et des Sports                                  |           | Bogdan Niculescu-Duvăz (ro)                                         | FSN   |

### Remaniement du 30 avril 1991
| Fonction                                                                       | Titulaire | Titulaire                                        | Parti |
| ------------------------------------------------------------------------------ | --------- | ------------------------------------------------ | ----- |
| Premier ministre                                                               |           | Petre Roman                                      | FSN   |
| Ministre d'État Coordination de la Qualité de vie                              |           | Dan Mircea Popescu (ro)                          | FSN   |
| Ministres                                                                      |           |                                                  |       |
| Ministre de la Justice                                                         |           | Victor Babiuc                                    | FSN   |
| Ministre des Finances                                                          |           | Eugen Dijmărescu (ro)                            | Sans  |
| Ministre de la Défense                                                         |           | Niculae Spiroiu (ro)                             | Sans  |
| Ministre de la Culture et des Arts                                             |           | Andrei Pleșu                                     | Sans  |
| Ministre de l'Agriculture                                                      |           | Ioan Țipu (jusqu'au 03/06/1991) Petru Mărculescu | FSN   |
| Ministre des Affaires étrangères                                               |           | Adrian Năstase                                   | FSN   |
| Ministre de l'Économie                                                         |           | Eugen Dijmărescu (ro)                            | FSN   |
| Ministre des Travaux publics, de l'Aménagement du territoire et des Transports |           | Doru Pană                                        | FSN   |
| Ministre des l'Intérieur                                                       |           | Doru Viorel Ursu (ro)                            | FSN   |
| Ministre de l'Éducation                                                        |           | Gheorghe Ştefan                                  | FSN   |
| Ministre de l'Environnement                                                    |           | Valeriu Eugen Pop                                | FSN   |
| Ministre du Travail                                                            |           | Mihnea Marmeliuc                                 | Sans  |
| Ministre des Transports                                                        |           | Traian Băsescu                                   | FSN   |
| Ministre de la Santé                                                           |           | Bogdan Marinescu (ro)                            | FSN   |
| Ministre des Communications                                                    |           | Andrei Chirică (ro)                              | FSN   |
| Ministre des Ressources et de l'Industrie                                      |           | Victor Atanasie Stănculescu                      | Sans  |
| Ministre du Commerce et du Tourisme                                            |           | Constantin Fota                                  | FSN   |
| Ministre de la Jeunesse et des Sports                                          |           | Bogdan Niculescu-Duvăz (ro)                      | FSN   |